# 5. Fallschirmjäger-Division
La 5. Fallschirmjäger-Division (5ª divisione paracadutisti) fu un'unità di paracadutisti della Luftwaffe (l'aeronautica militare tedesca) attiva durante la seconda guerra mondiale. A dispetto del nome, l'unità non prese mai parte ad attacchi dall'aria combattendo invece gli Alleati in Normandia e nelle Ardenne rimanendo infine accerchiata nella sacca della Ruhr nel 1945.

## Storia
| Luogo                       | Periodo             |
| Paesi Bassi e Francia       | apr 1944 - mar 1945 |
| Germania e sacca della Ruhr | mar 1945 - apr 1945 |

La 5. Fallschirmjäger-Division venne formata a Reims il 3 febbraio 1944 dal Fallschirmjäger-Lehr-Bataillon (battaglione istruttori paracadutisti), dal III battaglione del 3º reggimento paracadutisti, dal III battaglione del 4º reggimento paracadutisti e da un gran numero di nuove reclute.
Nel maggio 1944 l'unità si trasferì a Rennes, ma, alla data del D-Day (6 giugno 1944) non risultava ancora pronta ai combattimenti e solo il 15º reggimento paracadutisti venne inviato al fronte, per giunta con un solo battaglione, il II, attivo. Il I e III battaglione nacquero rispettivamente dal I battaglione del 13º reggimento paracadutisti e dal I battaglione del 14º reggimento paracadutisti poco dopo. Il 15º reggimento operò distaccato alla 17. SS-Panzergrenadier-Division "Götz von Berlichingen". La divisione nel suo complesso venne decimata dagli Alleati in Normandia nel luglio 1944 dopo duri scontri a Saint-Malo, Avranches e Mortain, lasciando i resti a continuare la battaglia in agosto, quando vennero circondati nella sacca di Falaise mentre erano in seno al II corpo d'armata paracadutisti. Un mese dopo, a settembre, giunsero nuove reclute.
Nell'ottobre 1944 la 5. Fallschirmjäger-Division venne ricostruita nell'area de L'Aia e di Amsterdam. Un nuovo battaglione giunse nel novembre 1944 e un altro nel febbraio 1945, ma l'unità si arrese quasi per intero a Nürburg nel marzo 1945, con chi scampò alla cattura che capitolò nella sacca della Ruhr e nell'Harz poco tempo dopo.

## Ordine di battaglia
- Stab (quartier generale)
- Fallschirmjäger-Regiment 13 (13º reggimento paracadutisti
- Fallschirmjäger-Regiment 14
- Fallschirmjäger-Regiment 15
- Fallschirm-Panzerjäger-Abteilung 5 (5º battaglione paracadutisti anticarro)
- Fallschirm-Artillerie-Regiment 5 (5º reggimento artiglieria dei paracadutisti)
- Fallschirm-Flak-Abteilung 5 (5º battaglione antiaereo dei paracadutisti)
- Fallschirm-Pionier-Bataillon 5 (5º battaglione genio paracadutisti)
- Fallschirm-Luftnachrichten-Abteilung 5 (5º battaglione comunicazioni aeree dei paracadutisti)
- Fallschirm-Sanitäts-Bataillon 5 (5º battaglione sanitario dei paracadutisti)

In seguito si aggiunsero:
- Fallschirm-Granatwerfer-Bataillon 5 (5º battaglione lanciagranate dei paracadutisti)
- Fallschirm-Feldersatz-Bataillon 5 (5º battaglione rimpiazzi paracadutisti)

DATI TRATTI DA feldgrau.com.

## Comandanti
| Nome                      | Grado           | Inizio            | Fine              |
| Gustav Wilke              | Generalleutnant | 1º aprile 1944    | 23 settembre 1944 |
| Sebastian-Ludwig Heilmann | Generalmajor    | 23 settembre 1944 | 12 marzo 1945     |
| Kurt Gröschkel            | Oberst          | 12 marzo 1945     | aprile 1945       |